# Amphiscolops mosaicus
Amphiscolops mosaicus är en plattmaskart som beskrevs av Eugene N. Kozloff 1998. Amphiscolops mosaicus ingår i släktet Amphiscolops och familjen Convolutidae. Inga underarter finns listade i Catalogue of Life.